# Instagram
Instagram, onderdeel van het bedrijf Meta, is een website en gratis mobiele app om digitale foto's en video's met een speelduur tot 60 seconden uit te wisselen. De foto's en video's kunnen digitaal gefilterd worden en uitgewisseld op sociaalnetwerksites, zoals die van Instagram zelf.
Bij een video wordt de speelduur getoond, maar kan niet naar een bepaalde tijd of bepaald fragment worden genavigeerd.
De functionaliteit van de website is beperkter dan van de app. Het uploaden van video's en foto's kan alleen via de app. Bovendien kan alleen in de app een lijst verkregen worden van de foto's/video's van een account. Op de website kan de content van een account alleen in rastervorm worden weergegeven. Ook kan men via de website geen directe berichten versturen naar andere accounts.
In september 2017 maakte Instagram bekend ruim 800 miljoen geregistreerde gebruikers te hebben. De Verordening digitale diensten beschouwt Instagram dan ook als een zeer groot onlineplatform, en legt bijhorende verplichtingen op.

## Meta

Meta

Meta Platforms, Inc., of kortweg Meta, voorheen Facebook, Inc., is een Amerikaans bedrijf dat onder andere eigenaar is van de sites en apps Facebook, Instagram en WhatsApp. Het bedrijf is gevestigd in Menlo Park, Californië. Het werd opgericht door Mark Zuckerberg, samen met medestudenten van het Harvard College en kamergenoten Eduardo Saverin, Andrew McCollum, Dustin Moskovitz en Chris Hughes.

## Geschiedenis van de beeldverhouding

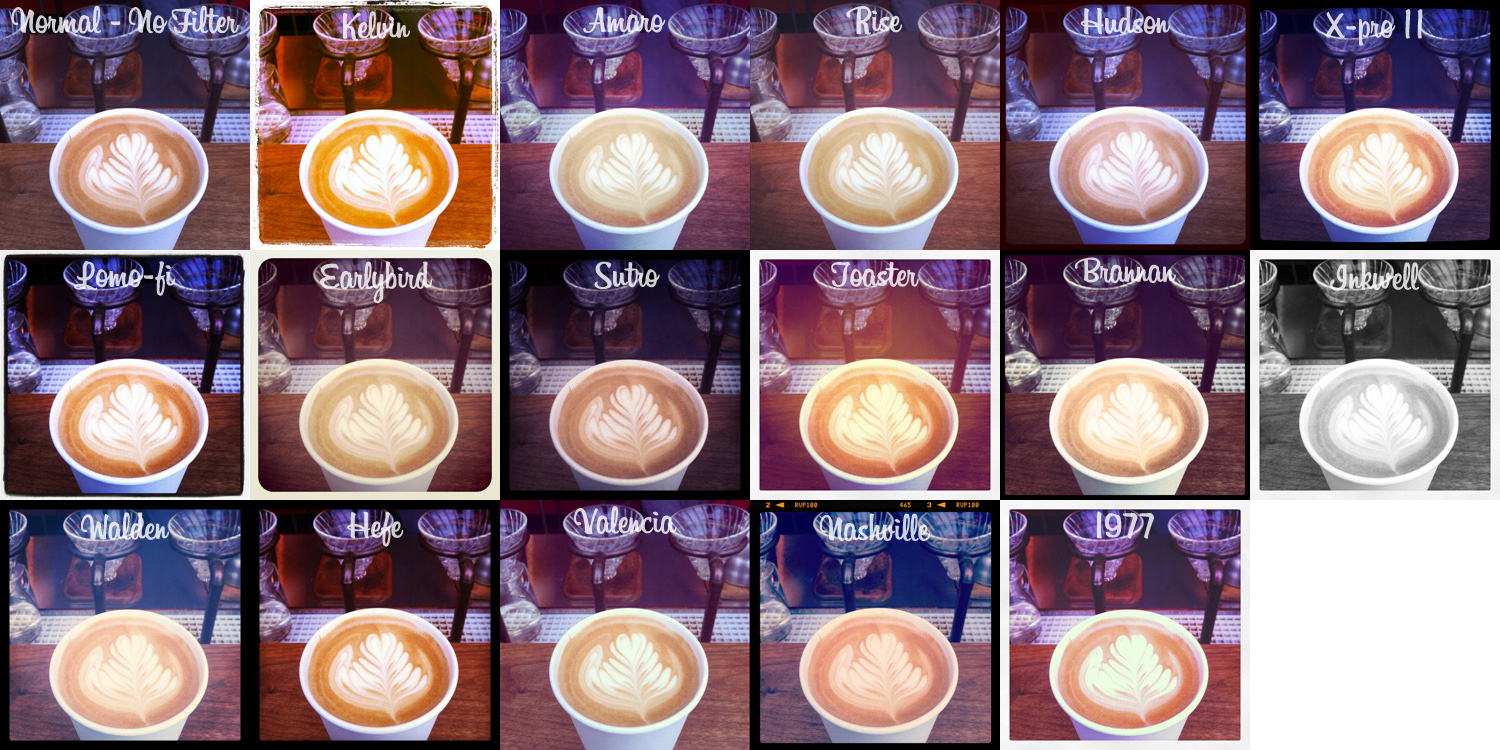
Een collage van bewerkingen met 17 verschillende digitale filters van Instagram van dezelfde foto.

Instagram leverde aanvankelijk vierkante foto's af, net als de Kodak Instamatic-camera en de Polaroidcamera en de vroegere 6×6-camera's. Dit in tegenstelling tot de gebruikelijke langwerpige foto's van mobiele telefoons en fototoestellen met beeldverhoudingen van 16:10, 2:3 en 4:3. In augustus 2015 werd de formaatbeperking echter opgeheven en konden voortaan foto's van elke maat en afmeting geüpload en bewerkt worden.

## Programma
Het programma, dat op 6 oktober 2010 werd gelanceerd, werd aanvankelijk alleen ondersteund voor de iPhone, iPad en iPod touch. Vanaf april 2012 werkte het ook op smartphones met Android versie 2.2 of later. In november 2013 kwam het ook uit op Windows Phone. Instagram wordt verspreid via de App Store, Google Play en Microsoft Store (voorheen Windows Store). In april 2013 werd ondersteuning voor het uploaden van video's toegevoegd.

## Overname door Facebook
In april 2012 kocht Facebook Instagram met zijn twaalf personeelsleden op voor rond de $ 1 miljard in contanten en aandelen
en het was voornemens het bedrijf onder zelfstandige leiding te laten.
Destijds waren er meer dan 30 miljoen ingeschreven gebruikers van Instagrams website voor foto's. De overname werd in augustus 2012 goedgekeurd door de Amerikaanse Federal Trade Commission.

## Verhalen
Verhalen of stories zijn een verzameling van foto's en video's (max. 10 minuten) op een account die voor maximaal 24 uur kunnen worden bekeken. Daarna verdwijnen de verhalen automatisch van een profiel. De verhalen kunnen bewerkt worden met tekst of met filters. Foto's die maximaal 24 uur geleden gemaakt zijn, kunnen geselecteerd worden uit de fotogalerij om toe te voegen aan een verhaal. Deze extra feature van Instagram werd in augustus van 2016 toegevoegd aan de app.

## Video
Aanvankelijk was Instagram puur een website voor het delen van foto's. In juni 2013 werd het mogelijk om korte videoclips van 15 seconden te plaatsen. In maart 2016 was het mogelijk om langere clips van maximaal 60 seconden te plaatsen. Een jaar later bracht Albums de mogelijkheid om 10 minuten aan video te delen in een bericht.

### IGTV
IGTV is een applicatie voor het maken van verticale videobeelden. Een aparte app kwam uit in juni 2018, en de functionaliteit is ook beschikbaar binnen Instagram zelf. Met IGTV kan er tot 60 minuten aan video worden geüpload.

## Populair gebruik
- Influencer-marketing, een vorm van marketing door personen met hoge aantallen volgers.
- Instagram-model, een term voor een fotomodel dat succes heeft als gevolg van het aantal volgers.